# Ферма № 1
Ферма № 1 — упразднённое село в Ногайском районе Дагестана. Входило в состав Червленно-Бурунского сельсовета. После 2002 года значиться улицей села Червлённые Буруны.

## География
Располагается в 9 км (по-прямой) к юго-западу от села Червлённые Буруны, на границе со Ставропольским краем.

## История
Село возникло как производственная ферма овцеводческого совхоза «Червлённые Буруны». До 2002 года числилось в составе Червленно-Бурунского сельсовета, после как улица села Червленные Буруны.

## Население
| 1970 | 1989 | 2002 |
| ---- | ---- | ---- |
| 322  | ↘236 | ↘127 |

Национальный состав
По данным Всероссийской переписи населения 2002 года:
| Народ   | Численность, чел. | Доля от всего населения, % |
| ------- | ----------------- | -------------------------- |
| ногайцы | 67                | 52,8 %                     |
| чеченцы | 54                | 42,5 %                     |
| другие  | 6                 | 4,72 %                     |
| всего   | 127               | 100 %                      |

## Образование
МКОУ "МНОШ ФЕРМА №1"